# Cueva de los Caballos
La cueva de los caballos (en valencien : Cova dels Cavalls) est un site archéologique situé dans la commune de Tírig (comarque d'Alt Maestrat), dans la province de Castellón en Espagne,. Le site a été déclaré en 1924 comme Bien d'intérêt culturel.
C'est une grotte préhistorique à peintures rupestres située dans le Barranc de la Valltorta. Albert Roda l'a découvert en 1917 et cette année-là Hugo Obermaier et Paul Wernert sont venus l'étudier. Elle a été déclarée monument historique et artistique en 1924. Elle fait partie de l'ensemble de l'art rupestre du bassin méditerranéen de la péninsule Ibérique déclaré patrimoine mondial par l'UNESCO en 1998.

## Description

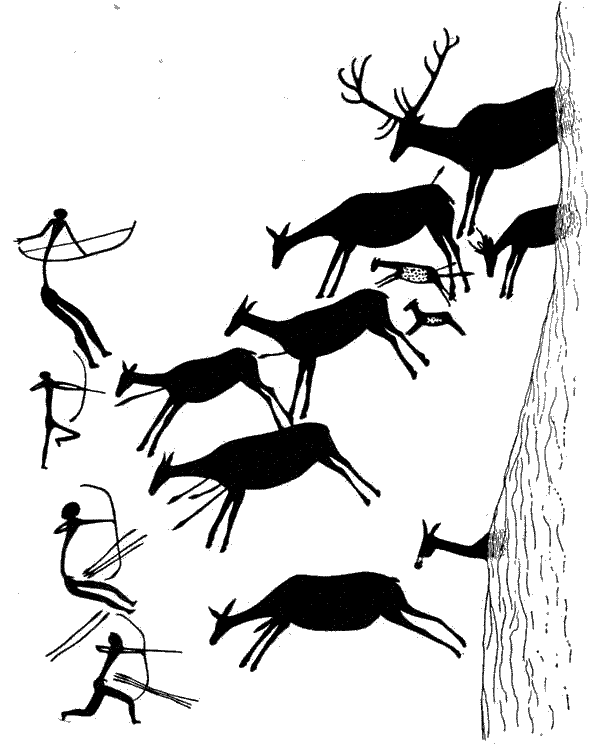
Dessin de la scène de chasse.

Il s'agit d'un grand abri sous roche situé dans la Roca de les Estàbigues, sur la rive gauche du barranc de la Valltorta, à environ 500 m d'altitude. La scène principale peinte sur la roche, l'une des découvertes de l'art levantin, est connue sous le nom de Cacería de cervatillos : un troupeau de neuf cerfs, presque tous des femelles, et des faons, en essayant d'échapper à des chasseurs, s'approchent de quatre archers qui leur tirent dessus et blessent certains animaux. De nombreuses peintures ont été détruites dans les années 1920, un seul archer ayant été sauvé, déposé à la 
Casa Museu Duran i Sanpere (ca) à Cervera (province de Lérida). 
En 1994, une équipe composée de Mauro Hernández, José Antonio López et Rafael Martínez a réalisé une campagne de restauration et de documentation du site. En 1998, une nouvelle campagne de restauration améliore l'état de conservation de la grotte, dangereusement détériorée.
Une reconstitution de la grotte est visible au musée de la Valltorta.

## Galerie

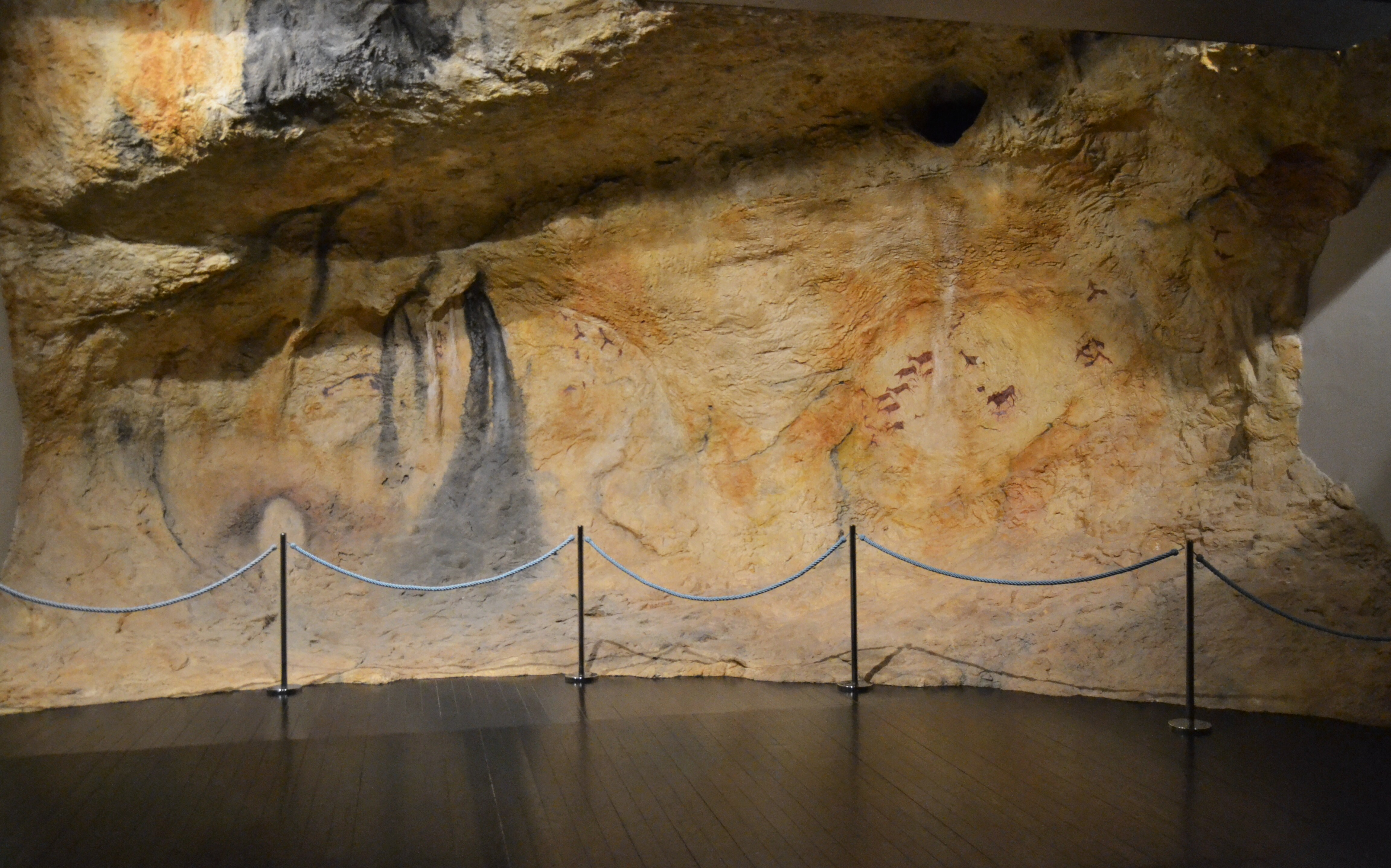
Reproduction de la grotte au musée de Valltorta.
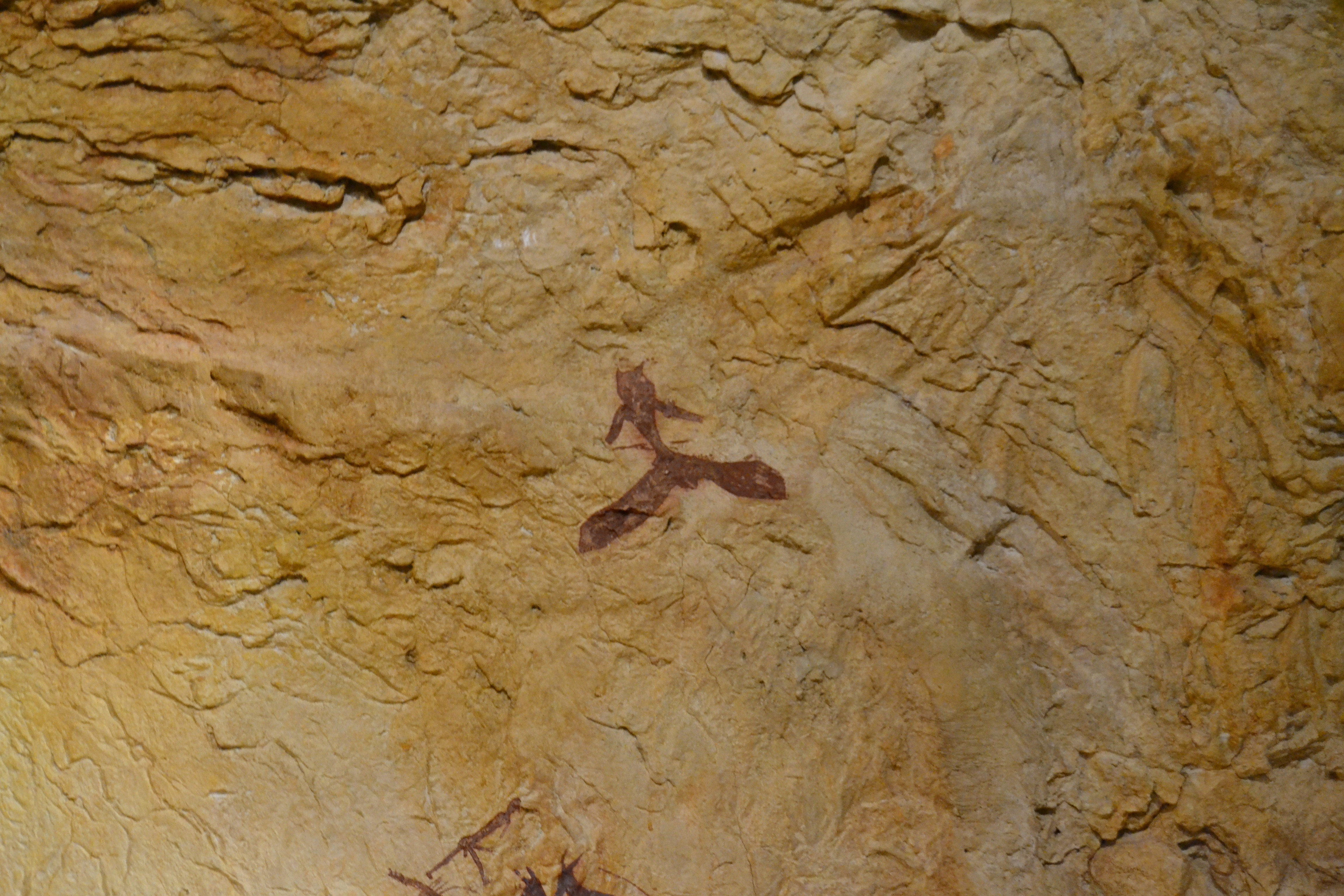
Figure anthropomorphique.